# Bernabé apòstol
|  | «Sant Bernabé» redirigeix aquí. Vegeu-ne altres significats a «Sant Bernabé (Camprodon)». |

Bernabé o Bernabeu (illa de Xipre - Salamina, ~60), és un sant i predicador del cristianisme del segle i. Com molts sants d'aquesta època la seva vida és una barreja del que trobem al Nou Testament, escrits apòcrifs i llegenda.
No es troba entre els dotze apòstols triats per Jesús, però possiblement va ser un dels setanta deixebles esmentats a l'Evangeli segons Lluc i és considerat apòstol pels primers Pares de l'Església i també per Lluc, per la gran difusió de la paraula de Crist que va realitzar. Bernabé és venerat com a sant per l'Església Catòlica, l'Església Ortodoxa i l'Església Anglicana i la seva festivitat se celebra l'11 de juny.

## Etimologia
D'origen jueu però fortament hel·lenitzats, els seus pares li posen de nom Josep (en grec Iōsēs) però quan va vendre els seus béns i el producte d'això ho lliurà als apòstols per a distribuir-ho entre els pobres de Jerusalem canvia el nom pel de Bernabé (bar nabyā) que en arameu vol dir, "fill de la profecia". Tanmateix als Fets dels Apòstols se li tradueix el nom al grec i apareix com: hyios paraklēseōs, és a dir "fill de consolació":
| «                | Josep, un levita d'origen xipriota, a qui els apòstols havien donat el sobrenom de Bernabé —que vol dir «fill de consolació»—, es va vendre un camp que posseïa i va portar els diners als peus dels apòstols. | » |
| — Fets 4, 36-37. | |   |

L'etimologia autèntica però no acaba de quedar ben clara. Segons el teòleg Luis Arnaldich la venda del camp i el desinterès econòmic demostrat a l'entregar els diners devia causar una gran sensació entre els apòstols. Aquesta generositat i la compassió vers els més pobres li van fer guanyar el sobrenom de Bernabé. Destacà pel seu esperit generós, caritatiu i abnegat: ja que ell era un home bo i ple de l'Esperit Sant i de fe (Fets 11, 24). Així doncs Bernabé va donar consol a qui ho necessitava i va ser profeta, és a dir, predicador inspirat.

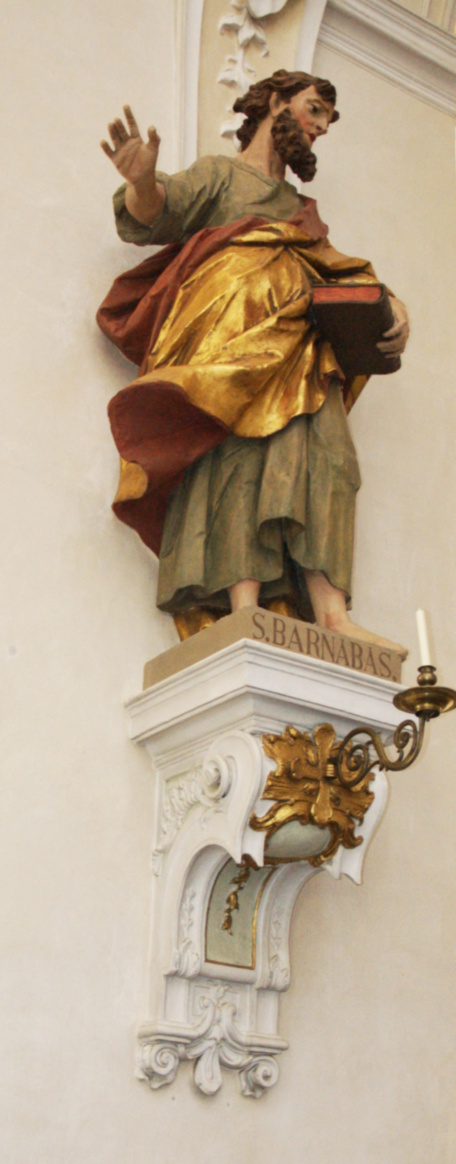
Talla a Sankt Vitus (Ellwangen)
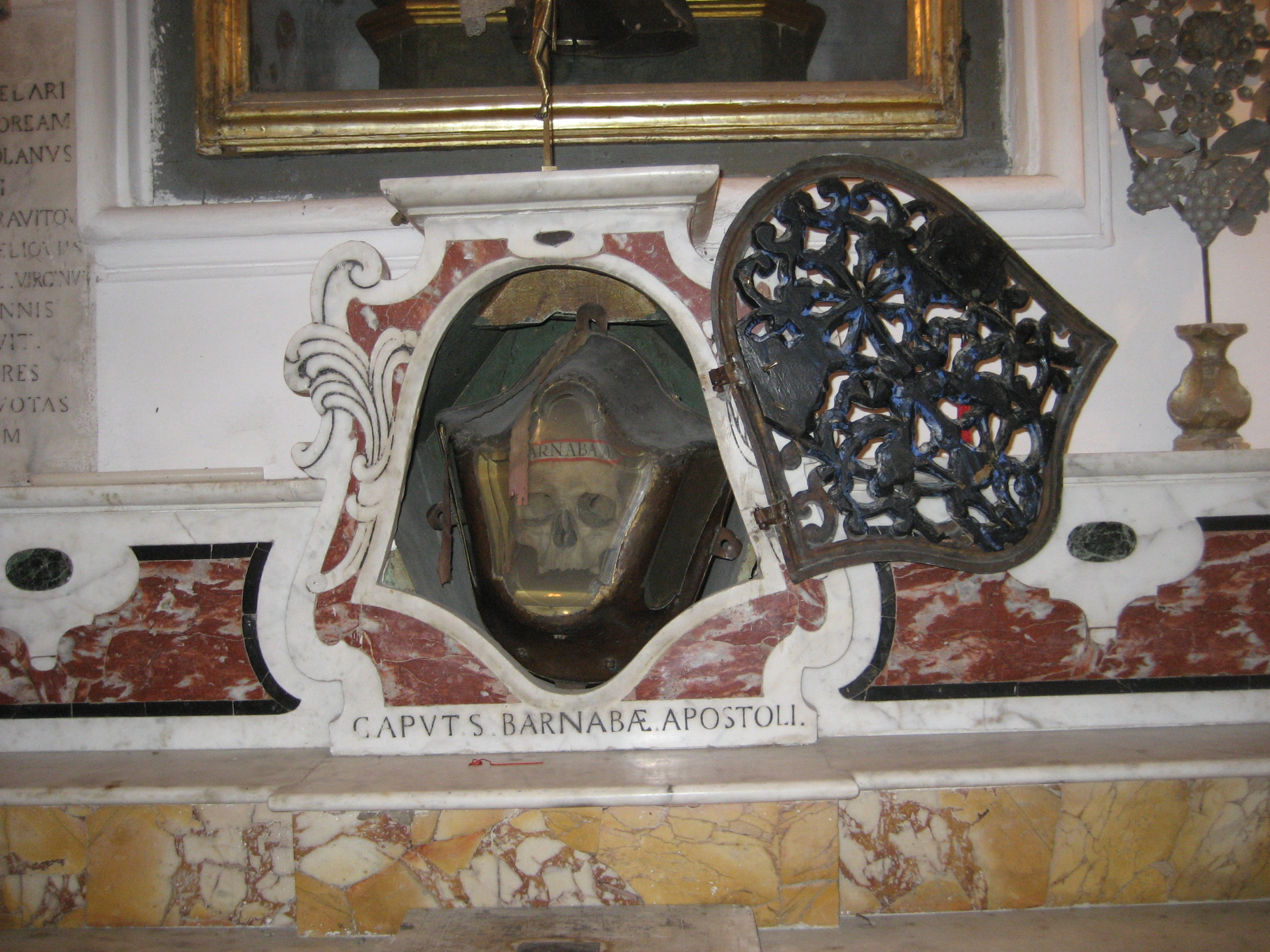
Un dels hipotètics cranis del sant, a l'església de Santa Maria di Grado, a Conca dei Marini
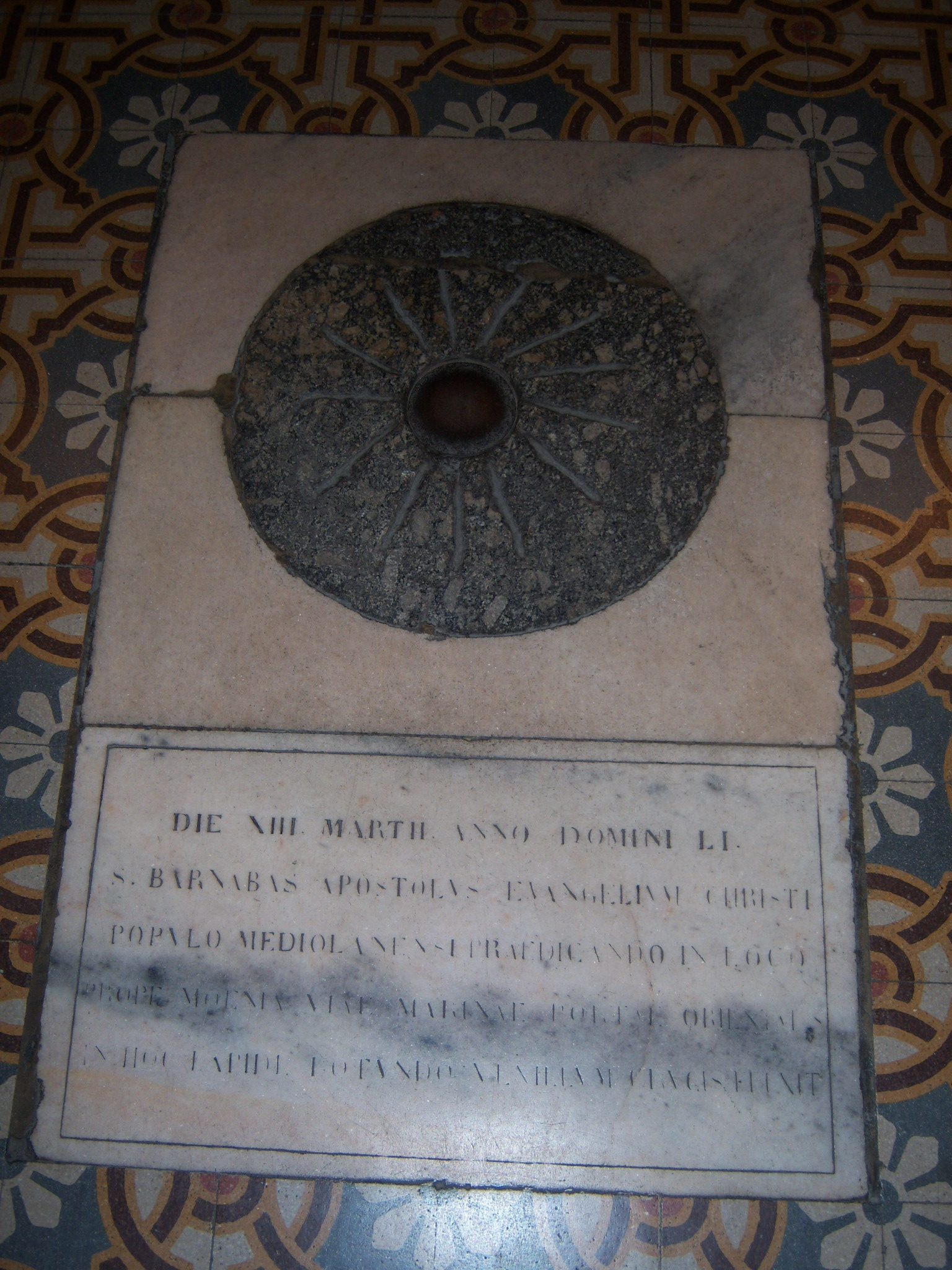
Pedra de Sant Bernabé a Santa Maria al Paradiso de Milà, mola on la tradició diu que el 51 dC va predicar-hi el sant

## Bernabé als textos antics
La gran majoria de dades sobre la vida de Bernabé es troba als Fets dels Apòstols tot i que també hi ha algunes referències a les Epístoles Paulines:
| «                            | A l'església d'Antioquia hi havia alguns profetes i mestres: Bernabé, Simeó, que duia el sobrenom de Negre, Lluci de Cirene, Manaèn, educat a la cort amb el tetrarca Herodes, i Saule | » |
| — Fets dels Apòstols, 13, 1. | |   |

| «                    | Us saluda Aristarc, el meu company de presó, i Marc, cosí de Bernabé. | » |
| — Colossencs, 4, 10. |                                                                       |   |

Poc se sap de la seva infantesa o joventut, que va passar entre Xipre i Jerusalem. Se suposa que provenia d'una família jueva acomodada procedent de la diàspora, ja que tenia terres que va vendre per ajudar a la comunitat cristiana de Jerusalem, i culte doncs se'l anomena mestre. És doncs molt probable que l'amistat que mantingué amb Pau de Tars venia de l'època en què es formaren en la llei mosàica a l'escola del rabí Gamaliel el Vell. Quan Pau retorna a Jerusalem després de la seva conversió a Damasc, Bernabé l'acull a casa seva i el presenta a la resta d'apòstols (Fets 9, 27). Gaudia doncs de cert prestigi i reputació, ja que Pau havia estat un visceral perseguidor dels primers cristians i el fet que fos acceptat així ho confirma.
La seva honradesa i el despreniment econòmic fan que els apòstols enviassin Bernabé cap Antioquia on el ràpid creixement i prosperitat de les comunitats cristianes d'aquesta terra feien necessària una supervisió. Veient que la tasca és feixuga va a Tars a buscar el seu amic Pau perquè l'ajudi:
| «                 | Llavors Bernabé se'n va anar a Tars a buscar Saule; el va trobar i se l'endugué a Antioquia. Durant un any sencer van viure en aquella comunitat i instruïen molta gent. Fou a Antioquia on per primera vegada els deixebles van rebre el nom de cristians. | » |
| — Fets, 11, 25-26 | |   |

Finalitzat aquest període ambdós tornen a Jerusalem amb les contribucions econòmiques que les esglésies d'Antioquia havien aportat pels membres més pobres de les comunitats de Jerusalem. Participa, juntament amb Marc el seu cosí, en el primer viatge de Pau cap a l'Àsia Menor i als textos passa d'estar al davant de Saule, per passar el seu nom al darrere, quan aquest agafa el nom de Pau:
| «              | Bernabé i Saule, un cop acomplerta la seva missió a Jerusalem, van tornar en companyia de Joan, conegut amb el sobrenom de Marc. | » |
| — Fets, 12, 25 | |   |

| «              | Així ho van fer i, per mitjà de Bernabé i de Saule. | » |
| — Fets, 11, 30 |                                                     |   |

| «              | Mentre Pau i Bernabé sortien de la sinagoga | » |
| — Fets, 13, 42 |                                             |   |

| «             | Com que això va provocar un conflicte i una discussió no pas petita de Pau i Bernabé amb aquells. | » |
| — Fets, 15, 2 |                                                                                                   |   |

Durant aquell viatge Pau apareix com un missioner predicador i gran orador i a Listra els comparen amb déus grecs, cridant la gent en el dialecte licaoni que els déus havien pres forma humana:
| «               | A Bernabé li deien Zeus, i a Pau, Hermes, perquè era ell qui els adreçava la paraula. | » |
| — Fets, 14, 12. |                                                                                       |   |

Tornen a Jerusalem en ser convocats per Pere a participar en el Concili de Jerusalem per decidir si l'església ha d'obrir-se als pagans o no:
| «                | Per això, Jaume, Cefes [Pere] i Joan, considerats com a columnes, van reconèixer la gràcia que Déu m'ha concedit i en senyal de comunió ens donaren la mà, a Bernabé i a mi, perquè nosaltres anéssim als pagans, i ells, als circumcisos, | » |
| — Gàlates, 2, 9. | |   |

Marxa de nou a Antioquia a reforçar el missatge evangèlic i donar suport a les comunitats formades al primer viatge amb Pau. Al projectar el viatge cap a Síria i Cilícia, sorgiren divergències entre ells. Bernabé es volia endur de nou a Marc, però Pau no el volia pas, ja que en el primer viatge va tenir por dels insults i les amenaces dels jueus i els va deixar sols: Hi hagué una forta tensió i van acabar per separar-se. Bernabé va prendre Marc amb ell i s'embarcà cap a Xipre. (Fets 15, 39). La “forta tensió” podia ser deguda també a un refredament de la relació d'amistat que tenien, ja que Pau critica la influència de Pere sobre Bernabé respecte a menjar amb gentils: Aleshores els altres jueus també es van comportar hipòcritament com ell, i fins i tot Bernabé es deixà arrossegar per aquella dissimulació (Gàlates 2, 13).
A partir d'aquest moment se sap ben poc de Bernabé. Es té constància que seguia vivint i predicant fins al 56 o 57, anys en els quals Pau va escriure la primera epístola als Corintis: O és que Bernabé i jo som els únics que estem obligats a mantenir-nos amb el nostre propi treball? (1 Corintis 9, 6). Com que la cita és posterior a les tensions sorgides entre ambdós, dona a entendre que la relació d'amistat seguia intacta. Quan Pau és portat a Roma entre el 61 i 63, Marc estava al seu costat com a deixeble, i és possible que Bernabé ja no visqués.
Es considera un dels Setanta deixebles citats a l'Evangeli de Sant Lluc.

## Martiri
Segons alguns escrits apòcrifs, com els escrits pseudo-clementins atribuïts a Climent I, va seguir predicant per Alexandria, Roma i fou el primer Bisbe de Milà. Segons aquests mateixos escrits, que s'han convertit en tradició cristiana, Bernabé en un viatge de predicació a Salamina va ser martiritzat i morí lapidat per uns jueus mentre predicava.
Se li atribueix segons Tertul·lià l'Epístola als Hebreus (probablement amb falsedat) i molts Pares de l'Església creuen que va escriure l'Epístola de Bernabé.